# Боннефантенмузеум
Боннефантен-музей (нидерл. Bonnefantenmuseum) — художественный музей в городе Маастрихт, Нидерланды.

## Здание и имя
Боннефантен-музей получил своё наименование от женского монастыря, существовавшего на этом месте в XVIII столетии, задачей которого кроме всего прочего было воспитание брошенных и оставшихся без родителей детей. Начиная с 1995 года музей находится в модернистском здании, спроектированном итальянским архитектором Альдо Росси.
Музей расположен в южной части Маастрихта, на правом берегу Мааса, на авеню Керамик (Avenue Ceramique).

## Коллекция
Экспозиция музея делится на две большие части — итальянского и нидерландского искусства XIII—XVIII столетий, и современного искусства. На втором этаже находятся произведения живописи, скульптуры и прикладного искусства эпох Средневековья и Возрождения, собрание работ скульптора Яна ван Стеффесверта, жившего в Маастрихте около 1500 г. Здесь же находится коллекция деревянной скульптуры, алтарных частей, предметов христианского культа из Южных Нидерландов и Рейнской области. Жемчужиной собрания являются также залы с сотнями изделий и украшений из слоновой кости, серебра, эмали, алебастра и бронзы из английских, французских, итальянских и нидерландских мастерских 1200—1600 годов.
Второй этаж здания занимают два собрания живописи — итальянское и нидерландское. Итальянское, в котором можно увидеть работы Джорджо Скьявоне, Паоло Веронезе, Сано ди Пьетро, Лука делла Роббия, Мантеньи, Донателло и Тинторетто, дополняют изделия из бронзы, предметы быта эпохи Возрождения. В нидерландском собрании кроме прочего находятся шедевры кисти Рогира ван дер Вейдена, Питера ван Алста, Питера Брейгеля Младшего, Яна Брейгеля, Йоса де Момпера, Давида Тенирса Младшего, Метсю, Питера Пауля Рубенса, Антониса ван Дейка, Яна Мостарта и Якоба Йорданса.
Второй и третий этажи музея занимает экспозиция современного искусства, представленного мастерами минимализма, концептуального искусства и Арте повера. Здесь можно увидеть работы Йозефа Бойса, Сола Ле Витта, Лучано Фабро, Брюса Наумана, Ричарда Серры, Энди Уорхола, Тапье, и других художников XX—XXI веков.